# Lahn-Dill-Kreis

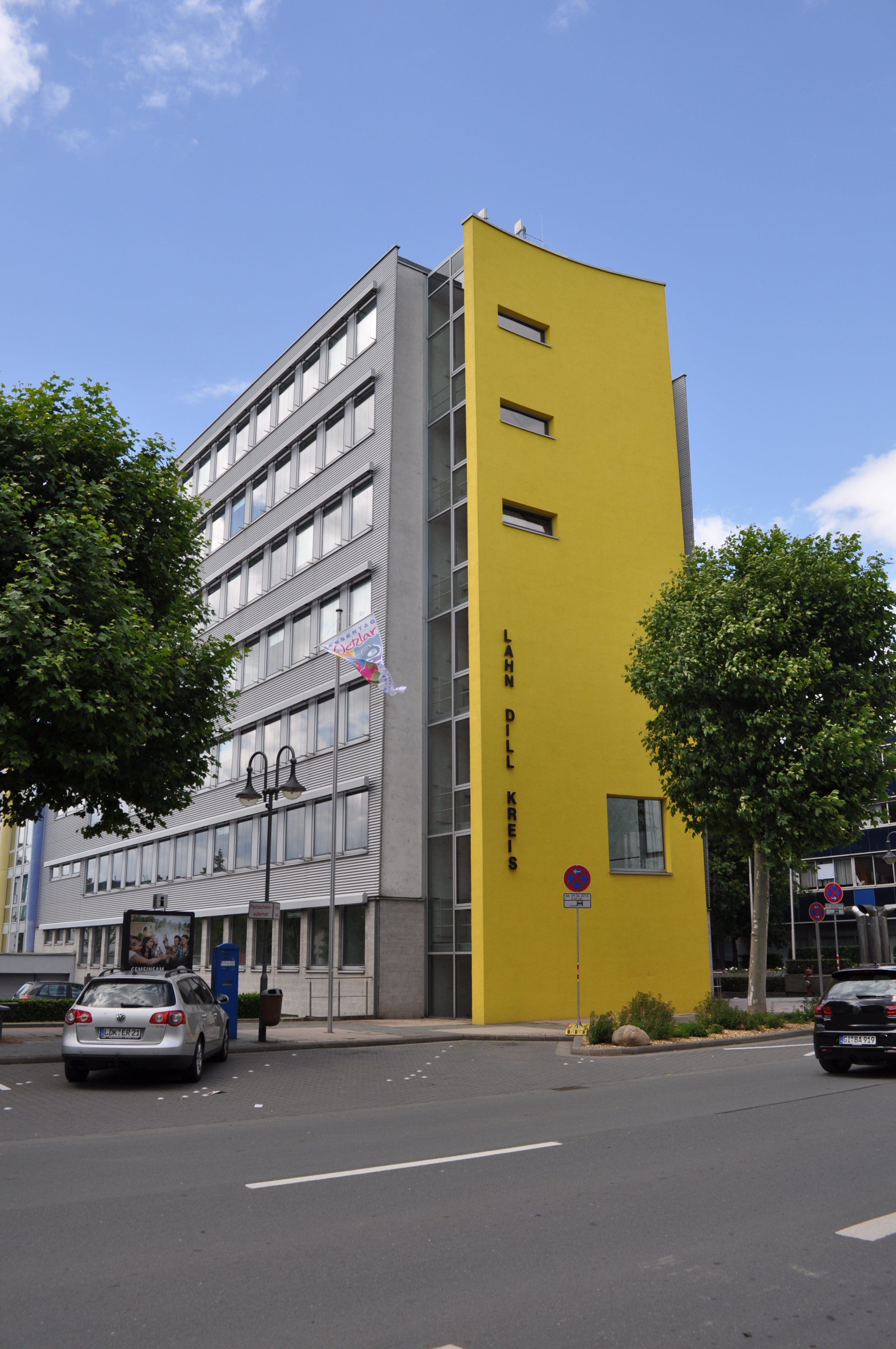
Landratsamt (Kreishaus) in Wetzlar

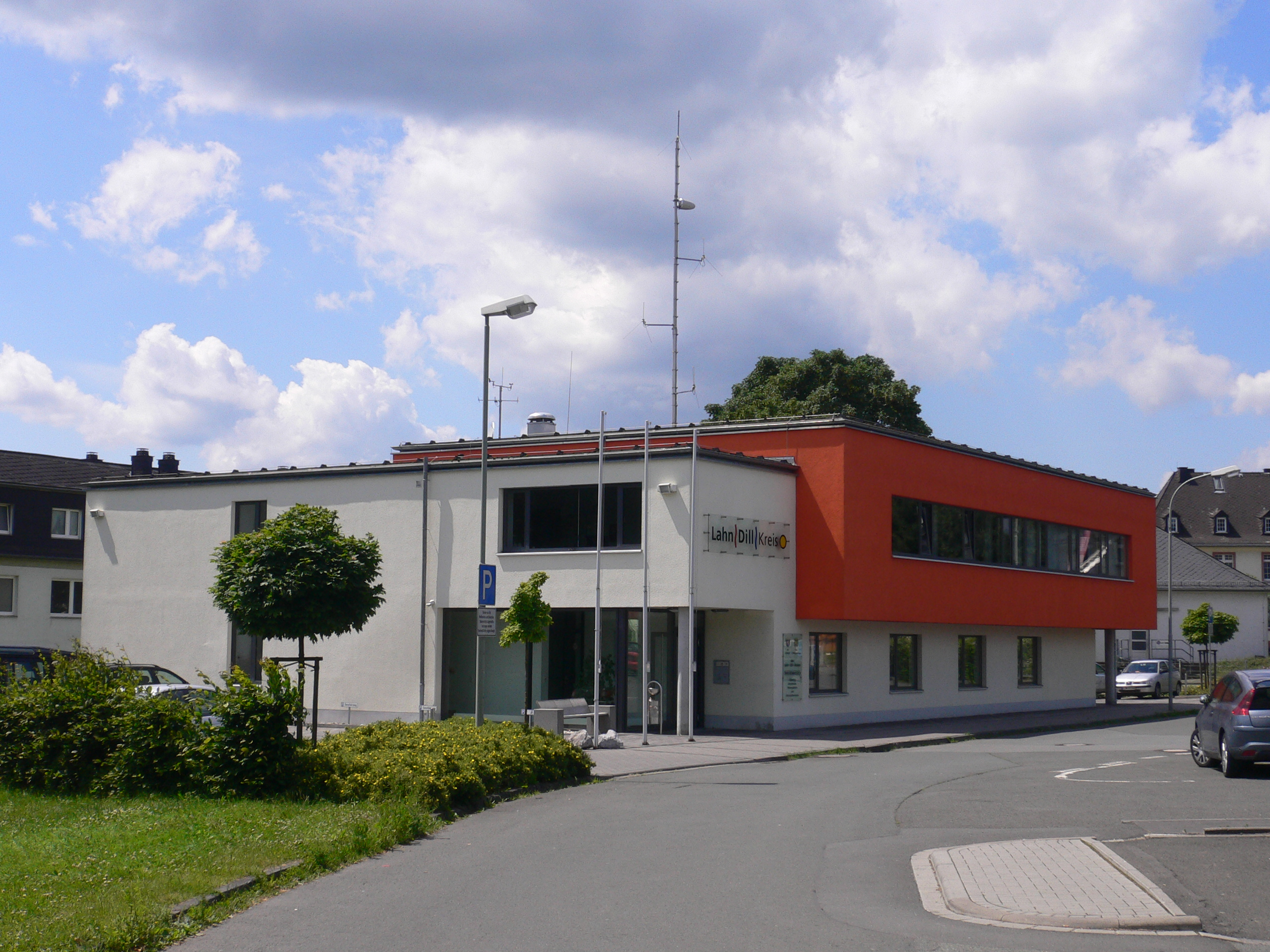
Zentrale Leitstelle des Lahn-Dill-Kreises in Wetzlar

Der Lahn-Dill-Kreis ist eine Gebietskörperschaft mit 254.074 Einwohnern (31. Dezember 2024) im Regierungsbezirk Gießen in Hessen. Der Verwaltungssitz befindet sich in der Kreisstadt Wetzlar und umfasst Nebenstellen in Dillenburg, Herborn und Haiger.
Namensgebend für den Landkreis sind die beiden Flüsse Lahn und Dill. In den 1970er-Jahren wurde der Kreis bei einer großen Gebietsreform aus der Region Lahn-Dill bzw. dem Lahn-Dill-Gebiet gebildet, zuerst 1977 rund um die Stadt Lahn, nach deren Auflösung ein zweites Mal 1979 endgültig in verkleinerter Form, als neuer Landkreis in Mittelhessen, aus Teilen des Altkreises Wetzlar, dem Dillkreis und Randgemeinden des ehemaligen Landkreises Biedenkopf.

## Geografie

### Lage
Der Lahn-Dill-Kreis liegt im Westen von Mittelhessen an der Grenze zu Nordrhein-Westfalen und Rheinland-Pfalz. Das nördliche Kreisgebiet umfasst Ausläufer des Rothaargebirges, das westliche Ausläufer des Westerwaldes, der Nordosten das südwestliche Gladenbacher Bergland und der südliche Teil des mittleren Lahntals und Teile des östlichen Hintertaunus. Der höchste Punkt des Kreises (673,1 m) liegt auf dem Südhang des im Rothaargebirge und im Gemeindegebiet von Dietzhölztal gelegenen Jagdbergs (675,9 m).
Durch das Kreisgebiet fließen – in landschaftsprägenden Tälern – insbesondere die Lahn und deren rechter Zufluss Dill. Die Lahn, die aus Richtung Gießen und Heuchelheim im mittelhessischen Landkreis Gießen kommt, verläuft ab dem östlichen Wetzlarer Stadtteil Dutenhofen etwa in Ost-West-Richtung durch das Kreisgebiet und unter anderem durch die Kernstadt der Kreisstadt Wetzlar, wo sie die von Norden heranfließende Dill aufnimmt; sie verlässt den Landkreis beim Leuner Stadtteil Biskirchen in Richtung des im benachbarten Landkreis Limburg-Weilburg gelegenen Kernorts der Gemeinde Löhnberg.

### Nachbarkreise
Der Lahn-Dill-Kreis grenzt, im Nordosten beginnend im Uhrzeigersinn, an die hessischen Landkreise Marburg-Biedenkopf, Gießen, Wetteraukreis, Hochtaunuskreis und Limburg-Weilburg, an den Westerwaldkreis in Rheinland-Pfalz sowie an den Kreis Siegen-Wittgenstein in Nordrhein-Westfalen.

### Klima
Durch den Lahn-Dill-Kreis, der wie ganz Deutschland zur gemäßigten Klimazone gehört, verläuft eine Wetterscheide, die sich vor allem in deutlich variierenden jährlichen Niederschlagsmengen zeigt. So fällt im Norden des Kreises mehr als 50 Prozent mehr Niederschlag als an einigen Wetterstationen in der Mitte und im Süden (Dietzhölztal-Mandeln: 1096,4 Millimeter im Gegensatz zu nur 718,9 Millimetern in Ehringshausen-Kölschhausen, dem niedrigsten Wert im Kreis). Generell fällt auf, dass die Niederschlagswerte vom Norden des Kreisgebiets mit den Ausläufern des Rothaargebirges Richtung Süden tendenziell fallen (Dietzhölztal-Mandeln: 1096,4 mm; Eschenburg-Hirzenhain: 965,6 mm; Siegbach-Eisemroth: 841,4 Millimeter; Wetzlar-Nauborn: 737,1 Millimeter). Eine noch stärkere Differenz gibt es zwischen den Orten im Westen und im Osten des südlichen Lahn-Dill-Kreises. So fallen im zum Westerwald gehörenden Driedorf ganze 1229,1 Millimeter Niederschlag im Jahr – mehr als 70 Prozent mehr als im nur etwa 15 Kilometer Luftlinie entfernten Ehringshausen.
Die Jahresdurchschnittstemperaturen im Lahn-Dill-Kreis liegen in der Nähe des bundesweiten Gebietsmittels von 8,2 °C (Aßlar-Klein Altenstädten: 8,4 °C, im mit 314 m bereits etwas höher gelegenen Dillenburg liegen sie bei 7,7 °C).

## Geschichte
Das südliche Kreisgebiet gehörte den Fürsten zu Solms-Braunfels und der Freien Reichsstadt Wetzlar. Diese musste in der Folge des Reichsdeputationshauptschlusses ihre Reichsfreiheit 1803, danach als Grafschaft Wetzlar, zugunsten des neugeschaffenen Großherzogtums Frankfurt des Fürstprimas (im alten Reich Reichserzkanzler) Karl Theodor von Dalberg aufgeben. Die ehemals solmsischen Gebiete kamen 1806 an das Herzogtum Nassau und 1815 im Tausch ebenfalls an Preußen. 1816 entstanden die preußischen Kreise Wetzlar und Braunfels, die 1822 zum Landkreis Wetzlar vereinigt wurden. Der Kreis gehörte bis 1932 als Exklave zur preußischen Rheinprovinz. Das nördliche Kreisgebiet gehörte seit dem Mittelalter zum Fürstentum Nassau-Dillenburg, das zwischen 1806 und 1813 zum französisch besetzten Großherzogtum Berg und zwischen 1813 und 1815 zum Fürstentum Nassau-Oranien gehört, welches 1816 im Herzogtum Nassau aufging. Dieses bildete die beiden Ämter Herborn und Dillenburg. Nach der preußischen Annexion des Herzogtums Nassau im September 1866 wurden beide Ämter zum Dillkreis vereinigt.
Nach dem Zweiten Weltkrieg kam das ganze heutige Kreisgebiet zum Land Hessen. Im Zuge der Gebietsreform in Hessen wurde am 1. Januar 1977 der Lahn-Dill-Kreis gebildet. Der neue Landkreis setzte sich zusammen aus
- dem gesamten Gebiet des aufgelösten Dillkreises mit den Städten Dillenburg, Haiger und Herborn sowie den Gemeinden Breitscheid, Dietzhölztal, Driedorf, Eschenburg, Greifenstein, Mittenaar, Siegbach und Sinn
- dem größten Teil des aufgelösten Landkreises Gießen mit den Städten Allendorf (Lumda), Grünberg, Hungen, Laubach, Lich, Linden und Staufenberg sowie den Gemeinden Buseck, Fernwald, Langgöns, Lollar, Pohlheim, Rabenau und Reiskirchen
- einem Teil des aufgelösten Landkreises Wetzlar mit den Städten Braunfels und Leun sowie den Gemeinden Aßlar, Biebertal, Bischoffen (ehemals Landkreis Biedenkopf), Ehringshausen, Hohenahr, Hüttenberg, Schöffengrund, Solms und Waldsolms.[4][5]

Der neue Landkreis besaß eine Fläche von 1695 km² und umfasste insgesamt 36 Gemeinden. Sitz der Kreisverwaltung wurde die gleichzeitig gebildete kreisfreie Großstadt „Lahn“. Diese entstand durch Vereinigung der kreisfreien Stadt Gießen mit der Stadt Wetzlar, 13 weiteren Gemeinden aus dem Landkreis Wetzlar und der Gemeinde Heuchelheim aus dem Landkreis Gießen.
Wegen heftiger Proteste, im Wesentlichen seitens der Wetzlarer Bevölkerung, wurde die Gebietsreform teilweise rückgängig gemacht. Mit Wirkung vom 1. August 1979 wurde die Stadt Lahn wieder aufgelöst und der Lahn-Dill-Kreis neu zugeschnitten:
- Die wiederhergestellte Stadt Wetzlar und die neugebildete Gemeinde Lahnau wurden in den Lahn-Dill-Kreis eingegliedert.
- Die Gemeinde Biebertal sowie alle bis 1976 zum Landkreis Gießen gehörenden Gemeinden schieden aus dem Lahn-Dill-Kreis aus und kamen zum neu errichteten Landkreis Gießen.

Seither umfasst der Lahn-Dill-Kreis 23 Städte und Gemeinden auf einer Fläche von 1066,5 km².

### Einwohnerstatistik

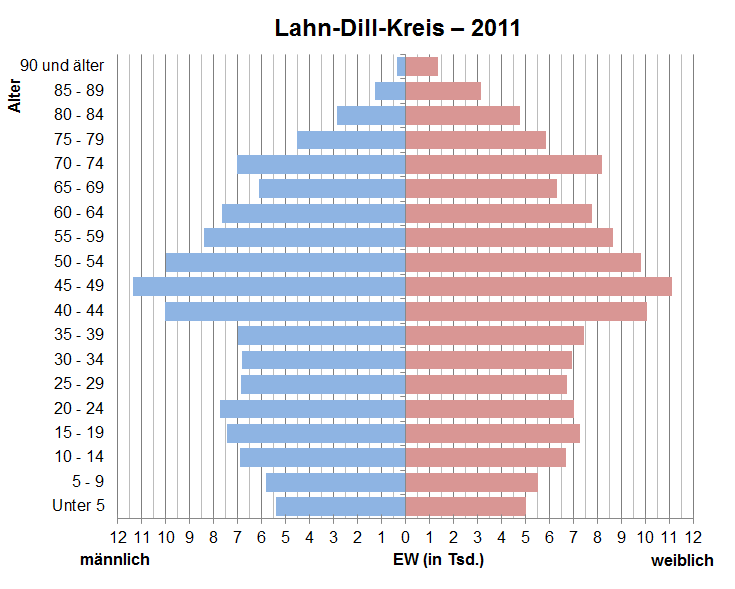
Bevölkerungspyramide für den Lahn-Dill-Kreis (Datenquelle: Zensus 2011)

Der Lahn-Dill-Kreis erhielt am 1. August 1979 eine neue Abgrenzung.
| Datum              | Einwohner | Quelle |
| ------------------ | --------- | ------ |
| 30. Juni 1977      | 312.000   | [ 8 ]  |
| 30. Juni 1979      | 314.200   | [ 6 ]  |
| 30. Juni 1980      | 240.000   | [ 9 ]  |
| 31. Dezember 1990  | 247.400   | [ 9 ]  |
| 31. Dezember 2000  | 262.859   | [ 10 ] |
| 30. September 2010 | 253.923   | [ 11 ] |
| 30. Juni 2015      | 251.704   | [ 12 ] |
| 30. Juni 2019      | 253.670   | [ 13 ] |

### Konfessionsstatistik
Nach den Ergebnissen des Zensus am 9. Mai 2011 waren von den Einwohnern 54,5 % der Einwohner evangelisch, 14,6 % römisch-katholisch und 30,9 % gehörten einer sonstigen oder keiner Religionsgesellschaft an oder machten keine Angabe. Der Mitgliederschwund der evangelischen und katholischen Kirchen hält seitdem weiter an. Gemäß Zensus 2022 waren (2022) 44,8 % der Einwohner evangelisch, 12,0 % katholisch und 43,2 % gehörten einer sonstigen oder keiner Religion an oder machten keine Angabe.

## Politik

### Hoheitszeichen
Als Hoheitszeichen führt der Lahn-Dill-Kreis ein Siegel, ein Wappen sowie eine Hiss- und eine Bannerflagge.

Hissflagge
Bannerflagge

| Wappen des Lahn-Dill-Kreises | Blasonierung: „Geteilt: oben in Gold ein rot bewehrter schwarzer Doppeladler; unten gespalten: vorn in Gold ein blaues Jagdhorn mit rotem Band, hinten in blauem, mit goldenen Schindeln bestreutem Feld ein rot bewehrter goldener Löwe.“ |
| Wappen des Lahn-Dill-Kreises | Wappenbegründung: Der Reichsadler symbolisiert die ehemals Freie Reichsstadt Wetzlar, das Jagdhorn die Grafschaft Oranien und der Löwe das Fürstentum Nassau. Das Wappen wurde am 4. August 1980 verliehen.                                |

### Kreistag
Die Kommunalwahl am 14. März 2021 lieferte folgendes Ergebnis, in Vergleich gesetzt zu früheren Kommunalwahlen:
| Diagrammdarstellung von Wahlergebnis und Sitzverteilung | Diagrammdarstellung von Wahlergebnis und Sitzverteilung                                                                                      |
| --- | --- |
| Kreistagswahl im Lahn-Dill-Kreis 2021Wahlbeteiligung: 46,6 % 403020100 30,124,914,29,49,05,53,62,60,7 CDUSPDGrüneFWGAfDFDPLinkePARTEINPDGewinne und Verlusteim Vergleich zu 2016 %p 6 4 2 0 −2 −4 −6−1,1−5,0+5,9−0,6−1,0+0,1+0,4+2,6−1,3CDUSPDGrüneFWGAfDFDPLinkePARTEINPD | Sitzverteilung im Kreistag 2021Insgesamt 81 Sitze - Linke: 3 - PARTEI: 2 - Grüne: 12 - SPD: 20 - FDP: 4 - FWG: 8 - CDU: 24 - AfD: 7 - NPD: 1 |

| Wahlvorschläge             | Wahlvorschläge             | Wahlvorschläge                              | % 2021 | Sitze 2021 | % 2016 | Sitze 2016 | % 2011 | Sitze 2011 | % 2006 | Sitze 2006 | % 2001 | Sitze 2001 |
| -------------------------- | -------------------------- | ------------------------------------------- | ------ | ---------- | ------ | ---------- | ------ | ---------- | ------ | ---------- | ------ | ---------- |
|                            | CDU                        | Christlich Demokratische Union Deutschlands | 30,1   | 24         | 31,2   | 25         | 34,7   | 28         | 38,1   | 31         | 35,4   | 29         |
|                            | SPD                        | Sozialdemokratische Partei Deutschlands     | 24,9   | 20         | 29,9   | 24         | 32,9   | 27         | 35,2   | 28         | 39,5   | 32         |
|                            | GRÜNE                      | Bündnis 90/Die Grünen                       | 14,2   | 12         | 08,3   | 07         | 13,6   | 11         | 05,6   | 05         | 05,8   | 05         |
|                            | FWG                        | Freie Wählergemeinschaft Lahn-Dill          | 09,4   | 08         | 10,0   | 08         | 10,6   | 09         | 11,4   | 09         | 10,6   | 09         |
|                            | AfD                        | Alternative für Deutschland                 | 09,0   | 07         | 10,0   | 08         | —      | —          | —      | —          | —      | —          |
|                            | FDP                        | Freie Demokratische Partei                  | 05,5   | 04         | 05,4   | 04         | 03,1   | 02         | 04,2   | 03         | 04,1   | 03         |
|                            | DIE LINKE                  | Die Linke 1                                 | 03,6   | 03         | 03,2   | 03         | 02,7   | 02         | 02,2   | 02         | —      | —          |
|                            | Die PARTEI                 | Die PARTEI                                  | 02,6   | 02         | —      | —          | —      | —          | –      | –          | –      | –          |
|                            | NPD                        | Nationaldemokratische Partei Deutschlands   | 00,7   | 01         | 02,0   | 02         | 02,4   | 02         | 02,0   | 02         | 01,8   | 01         |
|                            | REP                        | Die Republikaner                            | —      | —          | —      | —          | —      | —          | 01,3   | 01         | 02,7   | 02         |
| Gesamt                     | Gesamt                     | Gesamt                                      | 100,0  | 81         | 100,0  | 81         | 100,0  | 81         | 100,0  | 81         | 100,0  | 81         |
| Wahlbeteiligung in Prozent | Wahlbeteiligung in Prozent | Wahlbeteiligung in Prozent                  | 46,9   | 46,9       | 44,5   | 44,5       | 41,3   | 41,3       | 40,4   | 40,4       | 47,7   | 47,7       |

### Landräte
- Ernst Türk (SPD), 1. Januar 1977 bis 15. Juni 1977 (Staatsbeauftragter Landrat nach der Gebietsreform)
- Karl Rehrmann (CDU), 16. Juni 1977 bis 31. Juli 1979 sowie 1. August 1979 bis 31. Juli 1981 (Staatsbeauftragter Landrat nach der gebietlichen Neugliederung zum 1. August 1979)
- Franz Demmer (CDU), 1. August 1981 bis 10. Juni 1985
- Gerhard Bökel (SPD), 11. Juni 1985 bis 11. Juli 1994
- Karl Ihmels (SPD), 7. November 1994 bis 6. November 2006
- Wolfgang Schuster (SPD), 7. November 2006 bis 6. November 2024
- Carsten Braun (CDU), seit 7. November 2024

## Wirtschaft und Verkehr

### Wirtschaft
Im Zukunftsatlas 2016 belegte der Lahn-Dill-Kreis Platz 222 von 402 Landkreisen, Kommunalverbänden und kreisfreien Städten in Deutschland und zählt damit zu den Regionen mit „ausgeglichenem Chancen-Risiko Mix“. In der Ausgabe von 2019 lag er auf Platz 211 von 401.

### Verkehr
Durch das Kreisgebiet führen die Bundesautobahnen 45 (Aschaffenburg–Dortmund) bzw. E 40, E 41 und 480 (Wetzlar–Reiskirchen E 40; Teilstück ab dem Wetzlarer Kreuz bis zur derzeitigen Ausfahrt nach Wetzlar-Blasbach). Ferner erschließen mehrere Bundesstraßen und Kreisstraßen das Kreisgebiet, darunter die B 49 bzw. E 44, B 253, B 255, B 277 und die ehemalige B 277a.
Der Verkehrsverbund Lahn-Dill (VLD) und die Lokale Nahverkehrsgesellschaft Kreis Limburg-Weilburg mbH (LNG) sind Anfang September 2011 zur Verkehrsgesellschaft Lahn-Dill-Weil mbH (VLDW) fusioniert. Sie ist als ÖPNV-Aufgabenträger zuständig für den öffentlichen Personennahverkehr im Lahn-Dill-Kreis und im Landkreis Limburg-Weilburg, mit Ausnahme des Gebietes der Stadt Wetzlar, die den ÖPNV selbständig durch ihre lokale Nahverkehrsorganisation organisiert. An Schultagen verkehren gesamt täglich in der Spitze 250 Fahrzeuge auf regionalen und lokalen Linien. Der VLD betreibt im Gebiet des Lahn-Dill-Kreises 554 Haltestellen. Derzeit fahren sieben Verkehrsunternehmen im Auftrag der VLDW. Die Zahl der im Fahrplan gefahrenen Kilometer beträgt ca. 5,7 Millionen pro Jahr. In Wetzlar fahren die Wetzlarer Verkehrsbetriebe GmbH (Gimmler) im Auftrag der Lokalen Nahverkehrsorganisation der Stadt Wetzlar auf 10 lokalen Linien 220 Haltestellen mit einer jährlichen Verkehrsleistung von ca. 1,4 Millionen Nutzwagenkilometern an. Im Dezember 2017 wurde im Lahn-Dill-Kreis ein Rufbus-System und die erste bundesländerübergreifende Buslinie nach Rennerod in Rheinland-Pfalz eingeführt. Seit Dezember 2009 wurden Wetzlar, Herborn und Dillenburg täglich von einem Zugpaar des internationalen Fernzugs Eurocity angefahren, der von Siegen über Frankfurt, Stuttgart und München nach Klagenfurt am Wörthersee sowie Ljubljana und Zagreb fuhr. Diese Verbindung wurde zum Fahrplanwechsel 2011 wieder eingestellt.
Durch das Kreisgebiet führt die Dillstrecke der mit Regional-Express-Verbindungen von Frankfurt am Main bzw. Gießen über Wetzlar und Dillenburg nach Siegen (dort Anschluss in Richtung Dortmund, Hagen und Köln) sowie mit dem Mittelhessen-Express, der die Gemeinden des mittleren Lahn-Dill-Kreises umsteigefrei mit Frankfurt verbindet. Alle Züge des Regionalverkehrs auf der Dillstrecke werden von der Hessischen Landesbahn betrieben. Der Fernverkehr der Deutschen Bahn AG bedient die Städte Dillenburg und Wetzlar mit der zweistündlichen Intercity-Linie (Stuttgart – Mannheim –) Frankfurt/M – Wetzlar – Siegen – Dortmund (– Münster). Zwischen Dillenburg und Dortmund dürfen diese Züge auch mit Regionalverkehrstickets genutzt werden. Außerdem verkehren die Züge auf der Lahntalbahn von Gießen über Wetzlar–Weilburg–Limburg nach Koblenz. Am Rande berührt die Hellertalbahn von Dillenburg über Burbach nach Betzdorf das Kreisgebiet. Im Süden besteht über die, bis Brandoberndorf stillgelegte, Bahnstrecke Friedrichsdorf–Albshausen eine Verbindung Richtung Bad Homburg und Frankfurt. Den im Kreisgebiet liegenden Teil der Strecke hatte der VLD im Jahr 1996 von der Deutschen Bahn AG gekauft. Größere Bahnhöfe befinden sich in Wetzlar, Herborn und Dillenburg.
Zu den Schienenbaumaßnahmen gehört die in Prüfung befindliche Verlängerung der Taunusbahn auf dem Streckenabschnitt Brandoberndorf–Albshausen.

## Gemeinden
(Einwohner am 31. Dezember 2024)
| Städte 1. Aßlar (14.482) 2. Braunfels (11.045) 3. Dillenburg (22.974) 4. Haiger (18.888) 5. Herborn (20.421) 6. Leun (5.715) 7. Solms (13.579) 8. Wetzlar, Stadt mit Sonderstatus und Kreisstadt (54.665) | Weitere Gemeinden 1. Bischoffen (3.196) 2. Breitscheid (4.539) 3. Dietzhölztal (5.328) 4. Driedorf (5.056) 5. Ehringshausen (9.399) 6. Eschenburg (9.795) 7. Greifenstein (6.560) 8. Hohenahr (4.874) 9. Hüttenberg (10.550) 10. Lahnau (8.181) 11. Mittenaar (4.604) 12. Schöffengrund (6.590) 13. Siegbach (2.488) 14. Sinn (6.485) 15. Waldsolms (4.660) | Kommunen im Landkreis |

## Sehenswürdigkeiten
- Aartalsee bei Bischoffen
- Schloss Braunfels
- Schloss Herborn
- Schloss Werdorf, in dem das Heimatmuseum der Stadt Aßlar untergebracht ist
- Tropfsteinhöhle „Herbstlabyrinth“ bei Breitscheid
- Wildpark in Donsbach
- Wilhelmsturm in Dillenburg
- Krombachtalsperre bei Driedorf
- Burg Greifenstein im Westerwald
- Dianaburg in Greifenstein (Hessen)
- historische Altstadt von Herborn mit einer Vielzahl an Baudenkmalen und Fachwerkhäusern
- Vogel- und Naturschutztierpark in Herborn-Uckersdorf
- Villa Haas, um 1892 erbaut, ein denkmalgeschütztes Gebäude des Historismus in Sinn
- Besucherbergwerk Grube Fortuna bei Solms-Oberbiel/Wetzlar
- alte Reichsstadt Wetzlar, Dom und Altstadt
- Museen in Wetzlar
- Koptisches Kloster in Kröffelbach
- Ulmbachstausee bei Beilstein

## Kfz-Kennzeichen
Am 1. Januar 1977 wurde dem Lahn-Dill-Kreis ebenso wie der kurzlebigen kreisfreien Stadt Lahn das Unterscheidungszeichen L zugewiesen. Es wurde bis zum 31. Oktober 1990 ausgegeben. Nach der Wiedervereinigung musste das L an die kreisfreie Stadt und den Landkreis Leipzig abgetreten werden. Der Lahn-Dill-Kreis erhielt bereits am 1. November 1990 das neue Unterscheidungszeichen LDK. Die vorher im Lahn-Dill-Kreis zugelassenen Kennzeichen mit dem Buchstaben L behalten aber ihre Gültigkeit unbegrenzt weiter. Die Leipziger und „Lahner“ Kennzeichen konnten von 1991 bis 2011 anhand der Anzahl der Ziffern voneinander unterschieden werden. Leipziger Kennzeichen hatten zunächst ausschließlich vier Ziffern. Die alten Kennzeichen des Lahn-Dill-Kreises hatten Kennzeichen bis zu drei Ziffern. Die Kennzeichenkombinationen der Stadt Lahn mit vier Ziffern wurden zunächst nicht in Leipzig ausgegeben. Erst seit 2008 können in der Stadt und im Landkreis Leipzig zugelassene Fahrzeuge alle ursprünglich dem Lahn-Dill-Kreis und der kreisfreien Stadt Lahn vorbehaltenen Erkennungsnummern erhalten. Davon machen die Sachsen verstärkt erst seit etwa 2011 Gebrauch. Faktisch sind damit die wenigen verbliebenen Lahn-Dill-L-Kennzeichen, abgesehen vom Stempel, nur noch an der Nicht-Euro-Gestaltung zu erkennen.
Für die Sonderstatusstadt Wetzlar wurde am 1. Juli 2012 das Unterscheidungszeichen WZ wieder eingeführt, und seit dem 2. Mai 2014 ist durch die Kennzeichenliberalisierung dem Lahn-Dill-Kreis – mit Ausnahme der Stadt Wetzlar – auch das Unterscheidungszeichen DIL (Dillenburg) zugeteilt.
Zudem und aus demselben Grund ist seit dem 16. August 2021 das Unterscheidungszeichen WZ (Landkreis Wetzlar) dem gesamten Landkreis zugeteilt. Der Zulassungsbezirk Wetzlar wurde aufgelöst, nachdem er ab dem 1. Juli 2012 bis zum 16. August 2021 vom Lahn-Dill-Kreis verwaltet wurde.